# 福和敏
福 和敏（ふく かずとし、1974年 - ）は映像プロデューサー。

## 人物
株式会社東京No.1代表取締役。
鹿児島県奄美市出身。
JUJU、BoA、V6、May J.、SHOKICHI、TAKAHIROなどを中心としたMVを手掛ける映像プロデューサー。

## 主なプロデュース作品

### MV
- JUJU with JAY'ED 『明日がくるなら』

- JUJU
  - Hold me, Hold you
  - ANNIVERSARY〜無限にCALLING YOU|Anniversary
  - ラストシーン
  - 『WITH YOU -Acoustic ver.- with 山本卓司 from Sky's The Limit』Performance Video Short Ver.
  - 『Dreamer』
  - 『やさしさで溢れるように』
  - 『Because of You』

- BoA
  - メリクリ (Happy 15th Anniversary)
  - Lookbook
  - 「MASAYUME CHASING」
  - Shout It Out

- V6
  - Sky's The Limit
  - 涙のアトが消える頃
  - 君が思い出す僕は 君を愛しているだろうか
  - ROCK YOUR SOUL
  - kEEP oN.
  - バリバリBUDDY!
  - Sexy.Honey.Bunny!
  - only dreaming
  - GUILTY
  - スピリット

- May J.
  - 本当の恋 / Sunshine Baby！ / つかのまの虹でも
  - Wishes come true - 咲き誇る花たちに -

- SHOKICHI
  - IGNITION
  - Don't Stop the Music

- TAKAHIRO
  - GLORIA

- THE SECOND from EXILE
  - HEAD BANGIN’

- DANCE EARTH PARTY feat. Mummy-D (RHYMESTER)
  - DREAMERS' PARADISE

- m-flo+Yoohei Kawakami
  - FLY

- SKE48
  - 未来とは?

- RIP SLYME
  - ジャングルフィーバー
  - SLY

### その他
- 東方神起
東方神起 LIVE TOUR 2012〜TONE〜 TOUR用映像全般

- COUNTDOWN ASIA（インドネシア マレーシア放送）番組

- COUNTODOWN ASIA Fes.In Jakarta 主催

## インタビュー記事
- 情熱社長
- クリエイターズステーション